# Chiesa del Santissimo Rosario (Rende)
La Chiesa della Madonna del Rosario o del Santissimo Rosario, sorge a Rende in provincia di Cosenza.
Fa parte della parrocchia di Santa Maria Maggiore dell'arcidiocesi di Cosenza-Bisignano.

## Storia

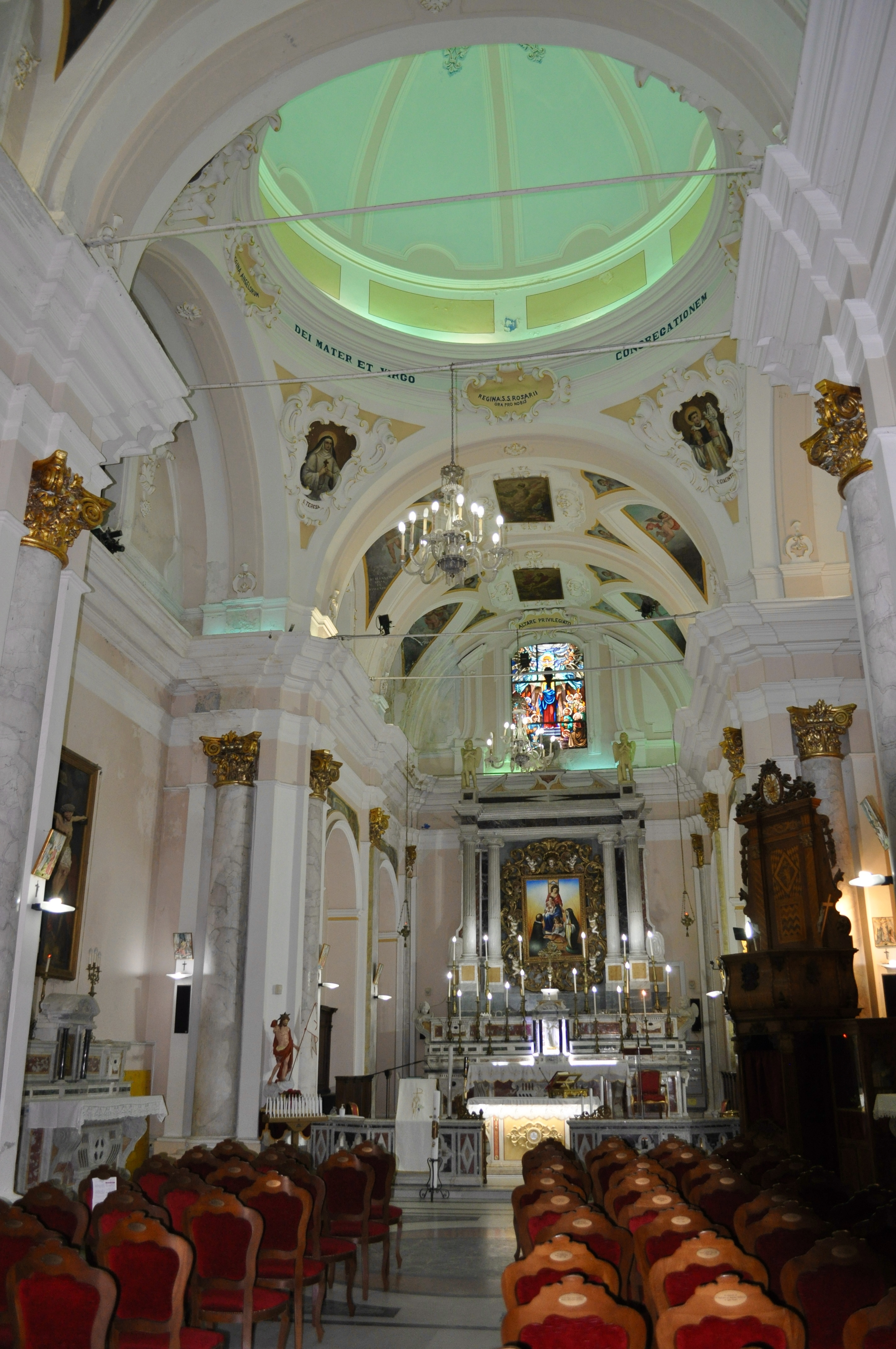
L’interno

La Chiesa sorge nella centrale Piazza degli Eroi, dedicata alla memoria dei caduti nella Prima Guerra Mondiale. Si tratta di un edificio di costruzione tardo-barocca, risalente al 1677, ma probabilmente edificato sulla pianta di una struttura preesistente di cui non si hanno che pochi e vaghi riferimenti. Rimaneggiata in più occasioni, la Chiesa del Rosario assunse l’aspetto attuale a fine Settecento, allorché venne ristrutturata l’ampia facciata.

## Descrizione

### Esterno

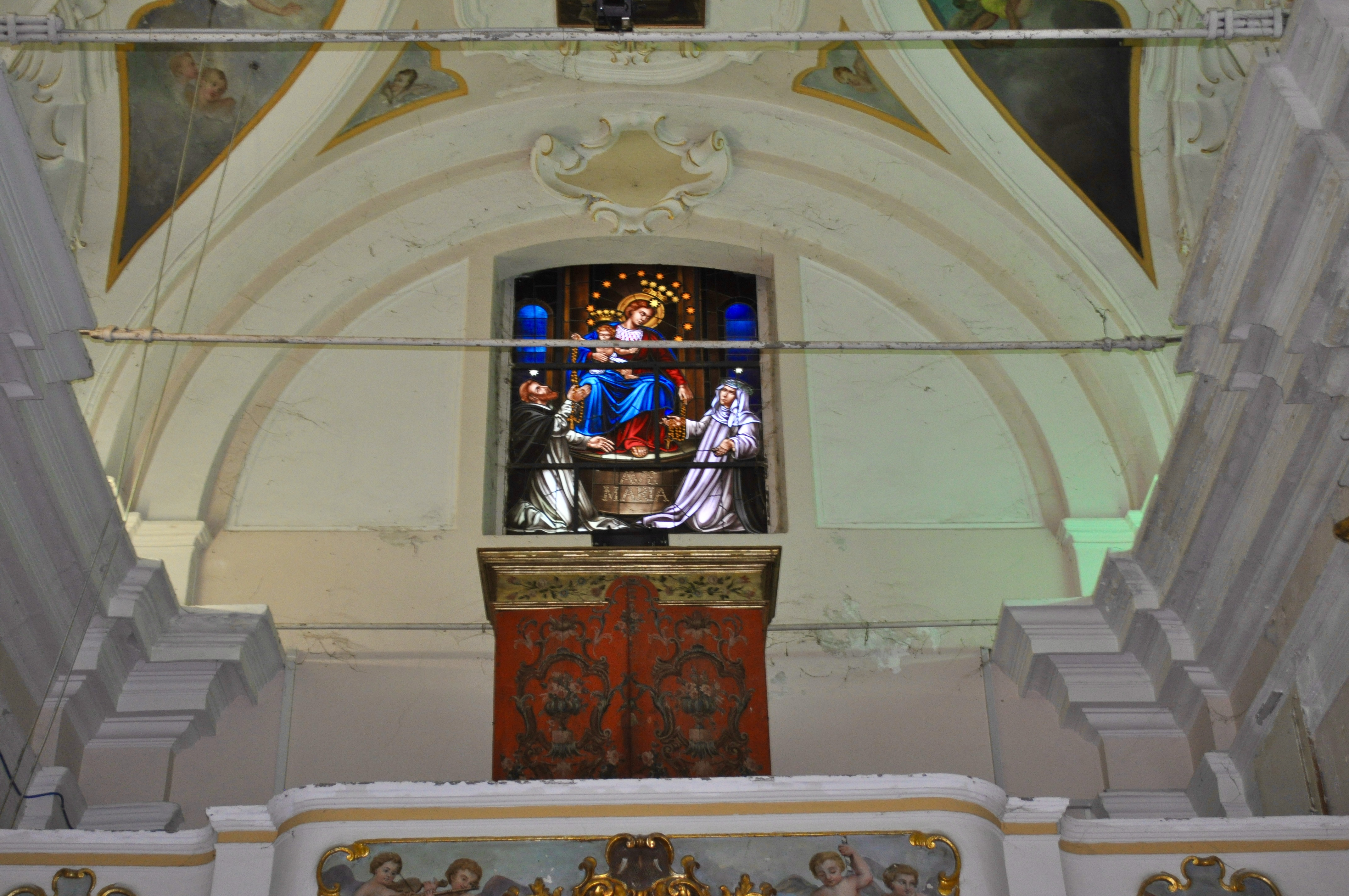
L’organo in cantoria e la vetrata istoriata in facciata

La struttura è realizzata con il tufo di Mendicino e presenta un grande portale in legno con arcata a sesto ribassato, arricchito da eleganti decorazioni a fogliame sulla sua sommità e sovrastato da un grande finestrone in vetro rappresentante la Madonna del Rosario. Le quattro nicchie frontali vantano la tipica decorazione a conchiglia concava che identifica l’arte barocca e che ritorna frequentemente nelle opere di questo stile architettonico.

### Interno

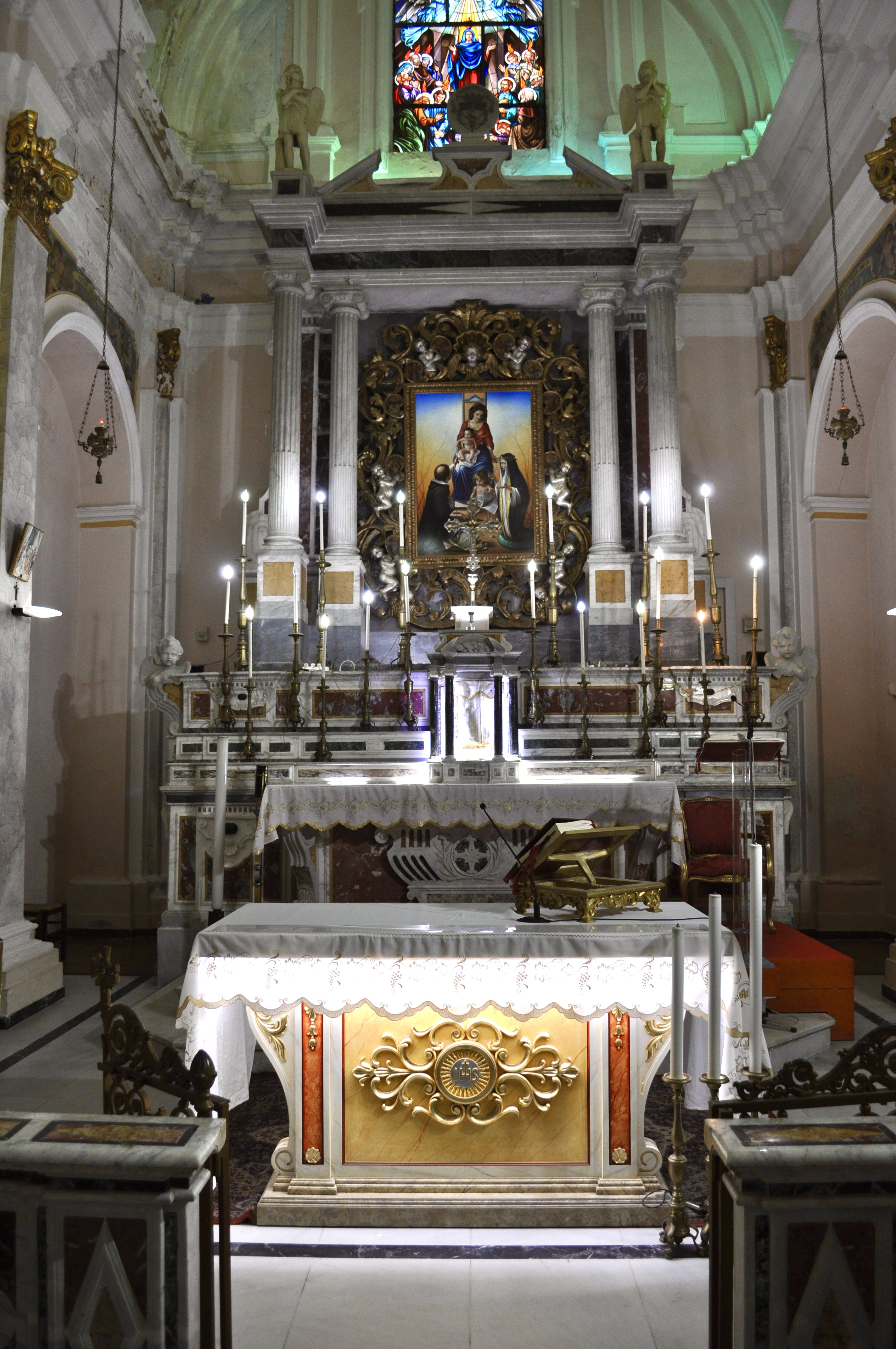
L’altare maggiore.

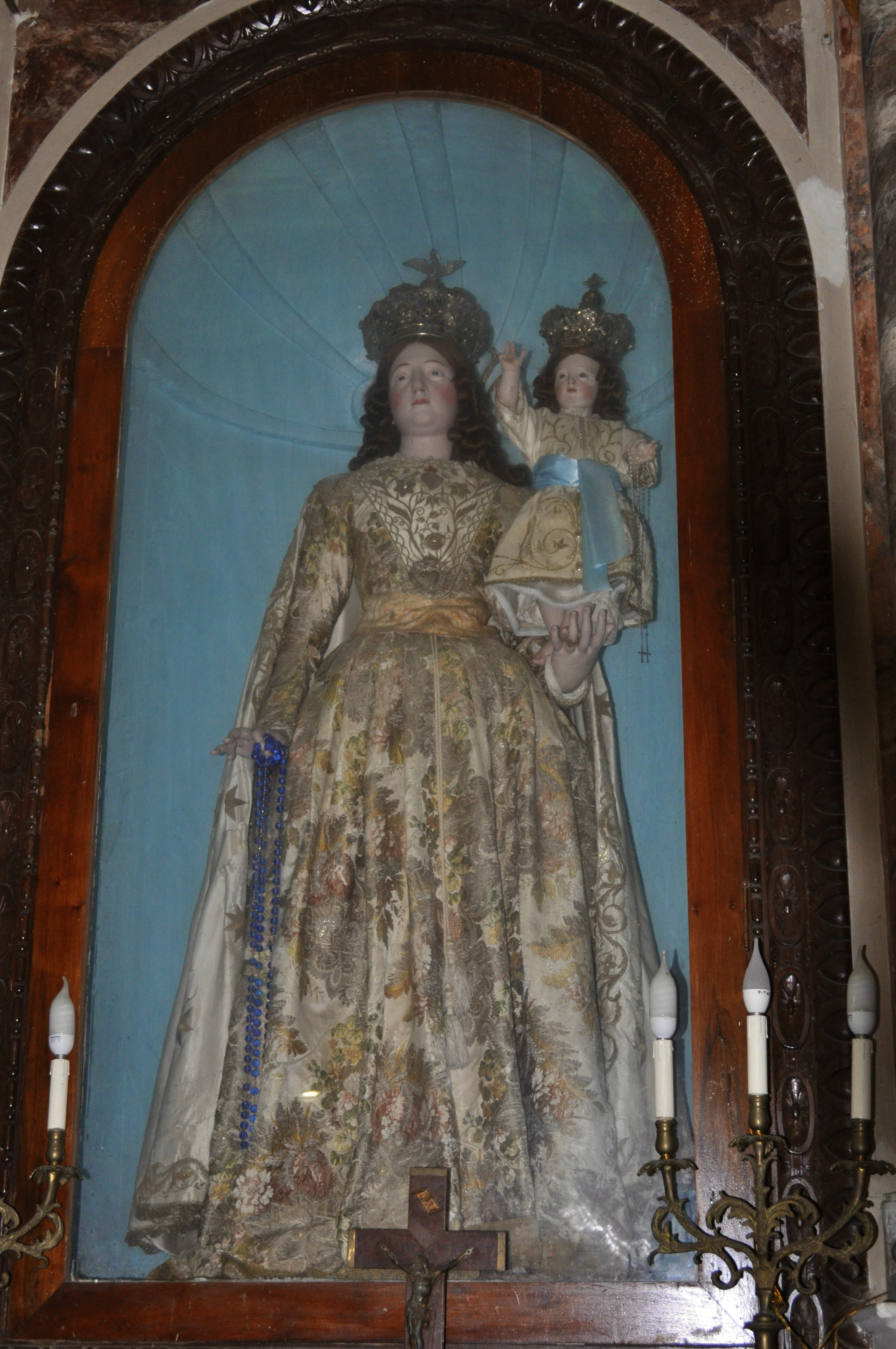
La statua della Madonna del Rosario

Lo spazio interno è ad unica navata ricca di ornamenti che rimandano a quelli esterni: un bell’esempio di ciò è costituito dai capitelli delle semicolonne in stile composito che reggono il cornicione, decorati con foglia d’oro. Levando lo sguardo verso l’alto si ammirano i dipinti del Santanna che impreziosiscono la volta e la cupola in un insieme di fregi e decorazioni abbondanti. Molto caratteristiche sono anche le statue di scuola napoletana del XVIII secolo, l’organo a canne e il pulpito in legno dello stesso periodo. La Madonna del Rosario a cui è intitolata la Chiesa, è raffigurata nella pala dell’altare maggiore e in una statua seicentesca adornata di una preziosa veste interamente intarsiata. Caratteristica di questa chiesa è che custodisce il presepe di statuine settecentesche dono della nobildonna Teresina Magdalone.